# TOPPERS/JSPカーネル
TOPPERS/JSPカーネル（TOPPERS/Just Standard Profile Kernel）は、TOPPERSプロジェクトにより開発・公開されている、μITRON4.0仕様のスタンダードプロファイルに準拠した、オープンソースのリアルタイムオペレーティングシステムである。
2000年11月に最初のバージョンが公開されてから改定を繰り返し、2014年6月時点での最新バージョンは1.4.4.1である。
JSPカーネルは、TOPPERSプロジェクトから公開されている他の同世代のカーネル（FI4など）のベースとなっている。
TOPPERSプロジェクトはその後、2008年より新世代のカーネルであるTOPPERS/ASPカーネルに開発は移行している。

## 独自拡張機能
- 割り込み管理機能（ターゲットによる）

dis_int
ena_int
chg_ixx
get_ixx
- CPU例外発生時のシステム状態参照機能

vxsns_ctx
vxsns_loc
vxsns_dsp
vxsns_dpn
vxsns_tex
- 性能評価用システム時刻参照機能

vxget_tim
- 終了処理ルーチン機能

VATT_TER
- カーネル動作状態参照機能

vsns_ini

## 主なターゲット
- M68040
- SuperH
- H8
- ARM
- M32R
- MicroBlaze
- M16C
- PowerPC
- Windows（シミュレーション）
- Linux（シミュレーション）